# Septogloeum glycines
Septogloeum glycines är en svampart som beskrevs av Yoshii & Nishiz. Septogloeum glycines ingår i släktet Septogloeum, divisionen sporsäcksvampar och riket svampar.   Inga underarter finns listade i Catalogue of Life.